# Joyeuse marche
Joyeuse marche è un popolare brano orchestrale del compositore francese Emmanuel Chabrier. È il secondo di due brani orchestrali (l'altro era Prélude pastoral) eseguito per la prima volta il 4 novembre 1888 ad Angers e diretto dal compositore. La Joyeuse marche è dedicata a Vincent d'Indy.

## Storia
La marcia ha avuto diverse versioni prima di arrivare alla popolare versione orchestrale conosciuta oggi.
Nel settembre 1888 Chabrier scrisse al suo editore che avrebbe orchestrato sei brani per pianoforte: quattro brani tratti dalla sua suite per pianoforte Pièces pittoresques (che sarebbe diventata la sua Suite pastorale), così come La marche française e l'Andante in Fa. Delage propose che l' Andante fosse originariamente suonato nel 1875 al Circolo dellUnione Artistica di Parigi, con Jules Danbé alla direzione della sua orchestra. I pezzi sono però anche correlati al Prélude et marche française di Chabrier per pianoforte a 4 mani, completato nel maggio 1885, da allora l' Andante divenne un Prélude.
Il concerto in cui si svolse la prima del Prélude pastoral e Joyeuse marche comprendeva anche la prima esecuzione della Suite pastorale e Habañera, España di Chabrier (tutte dirette dal compositore), oltre a l'Overture del Guglielmo Tell di Rossini, il Divertimento n. 2 per due corni e archi di Mozart e l'Adagietto de L'Arlésienne di Bizet.
Al momento della prima di Parigi nell'aprile del 1889, il titolo fu cambiato in Marche joyeuse. Il pezzo fu ancora una volta accolto con entusiasmo.
La versione finale del titolo dell'opera fu raggiunta in un concerto di Charles Lamoureux il 16 febbraio 1890, quando la marcia divenne la Joyeuse marche. Purtroppo, il Prélude scomparve fino a quando non fu ritrovato tra gli autografi appartenenti a Robert Brussel nel 1943. La Joyeuse marche divenne particolarmente popolare e fu anche suonata in una versione per due pianoforti.
La segnatura del tempo del brano è Tempo di marcia molto risoluto e giocoso.

## Versioni per pianoforte
- Prélude et marche française per pianoforte a 4 mani, completata entro maggio 1885[3]
- Joyeuse marche per pianoforte e per pianoforte a 4 mani - 1889[4]
- Trascrizioni della Joyeuse marche per pianoforte, per pianoforte a quattro mani (1890) e per due pianoforti (1891) di Ernest Alder[1]

## Strumentazione
- 2 flauti, 1 ottavino, 2 oboi, 2 clarinetti in si bemolle, 4 fagotti
- 4 corni in fa,[5][6] 2 cornette a pistone, 2 trombe, 3 tromboni, tuba
- timpani, percussioni (grancassa, piatti, rullante, triangolo)
- archi, arpa